# MyCoRe
MyCoRe (acrónimo de My Content Repository, mi repositorio de contenido, en español) es un software marco de código abierto de archivos para construir repositorios institucionales o disciplinarios, archivos digitales, bibliotecas digitales y revistas científicas. El software ha sido desarrollado por varias bibliotecas universitarias alemanas y centros informáticos. Aunque la mayoría de las aplicaciones del software MyCoRe se han hecho en Alemania, existen usos en otros idiomas, como el archivo «The International Treasury of Islamic Manuscripts» (El tesoro internacional de manuscritos islámicos) de la Universidad de Cambridge, en el Reino Unido.

## Historia
La primera versión pública de MyCoRe se lanzó en octubre de 2001. Desde entonces, el software ha sido desarrollado por el equipo de MyCoRe. El software se hizo conocido como «Software de repositorio institucional» ,según lo declarado en el sitio de la Budapest Open Access Initiative (Iniciativa de acceso abierto de Budapest). En Alemania hay más de 20 universidades e instituciones que proporcionan más de 70 repositorios basados en MyCoRe.

## Tecnología
El marco MyCoRe fue escrito en Java y XML, y está disponible como software libre bajo GNU General Public License (GPL). 

## Características
A continuación algunas de las características más importantes de MyCoRe: 
- Software gratuito y de código abierto.
- Interfaz de usuario personalizable.
- Modelo de metadatos configurable: el esquema de descripción de objeto de metadatos es el formato de metadatos predeterminado dentro de la aplicación de ejemplo MyCoRe "MIR". Se puede configurar cualquier otro formato de metadatos.
- Las clasificaciones se pueden editar o importar, como estándar (por ejemplo: DDC), en estructura plana o jerárquica.
- Los roles y derechos son configurables
- Hay un sistema de archivos interno integrado en el marco MyCoRe.
- MyCoRe usa Checksum para garantizar la integridad de los datos.
- Todos los tipos de contenido digital, formatos de archivo y tipos mime se pueden ensamblar, administrar, preservar y presentar.
- Se integra un visor de imágenes para presentar imágenes digitalizadas de alta resolución en el navegador web .
- MyCoRe admite interfaces y estándares de interoperabilidad comunes como el protocolo OAI-PMH 2.0 o SWORD .
- MyCoRe proporciona un sistema integrado de gestión de contenido web (WCMS) para editar contenido estático del sitio web.
- Se pueden utilizar mecanismos de autenticación locales o externos.
- Un concepto detallado de derechos y roles permite gestionar el acceso a datos y metadatos.
- MyCoRe proporciona un repositorio de muestra listo para instalar llamado MIR, que un administrador del sistema puede instalar en una sola caja de Linux, Mac OSX o Windows para comenzar.[9]

## Sistemas operativos
El software MyCoRe se ejecuta en Linux, Solaris, Unix o Windows. 